# Monochamus sartor
Monochamus sartor jе врста инсекта из реда тврдокрилаца (Coleoptera) и породице стрижибуба (Cerambycidae). Сврстана је у потпородицу Lamiinae.

## Распрострањеност
Врста је распрострањена на подручју Европе, изузев северног и западног дела и у Сибиру. У Србији је ретка врста.

## Опис
Тело је крупно, црно, бронзанометалног сјаја. Пронотум је без или са највише неколико ситних беличастих мрља. Скутелум је густо, жуто томентиран, без глатке средње линије. На крају прве трећине елитрона је изражена попречна импресија. Покрилца су код мужјака према врху изразито сужена. Дужина тела је од 19 до 35 mm.

## Биологија
Животни циклус траје од једне до две године. Ларва се развија у болесним и сувим гранама. Адулти се налазе на изданцима или стаблу а активни су од јула до септембра. Као биљка домаћин јављају се смрча (Picea) и ређе бор (Pinus) и јела (Abies).

## Галерија
- одрасла јединка
- одрасла јединка
- одрасла јединка

## Статус заштите
Врста се налази на Европској црвеној листи сапроксилних тврдокрилаца.

## Синоними
- Lamia sartor Fabricius, 1787
- Lamia sutor (Linnaeus) (misidentification) M